# Argiope acuminata
Argiope acuminata là một loài nhện trong họ Araneidae.
Loài này thuộc chi Argiope. Argiope acuminata được Pelegrin Franganillo-Balboa miêu tả năm 1920.